# Domenico Sereno Regis
Domenico Sereno Regis (Torino, 7 dicembre 1921 – Torino, 24 gennaio 1984) è stato un pacifista italiano, tra i più attivi del dopoguerra piemontese e italiano.

## Biografia
Si formò nell’Azione Cattolica, impegnandosi nell’associazione giovanile cristiana “Rerum Novarum”. Ancora giovane iniziò a lavorare come operaio, alla Cumino, azienda produttrice di cuscinetti a sfera. In fabbrica collaborò con le SAP (Squadre di Azione Patriottica), tenendo i collegamenti con gruppi di partigiani attivi nel Canavese. Rimase però coerente con la sua matrice cristiana e, in riferimento al messaggio evangelico, portò avanti la sua pratica della non violenza. Infatti si unì ai lunghi giorni dell’insurrezione a Torino, ma senza mai usare armi. Laureatosi in Giurisprudenza si specializzò in studi sociali.
Dopo la guerra trovò impiego all’Azienda Elettrica Municipale di Torino, dove si occupò dei servizi sociali per molti anni. La sua sensibilità per le tematiche del lavoro e dei diritti sociali lo portòa divenire presidente nazionale della GiOC (Gioventù Operaia Cristiana). In questo periodo iniziò a scrivere per le riviste francesi “Esprit” e “Témoignage Chrétien” ed entrò in contatto con il Movimento Internazionale della Riconciliazione (MIR), dove la propria vocazione di credente e la passione civile trovarono modo di fondersi.
In quegli anni la sua appartenenza al mondo cattolico si aprì al confronto con la cultura laica, radicale e pacifista, espressa dal movimento nonviolento di Aldo Capitini, con la prima marcia della pace Perugia-Assisi (1961).
Nel 1967 divenne membro del consiglio nazionale del MIR italiano, diventandone vicepresidente e, nel 1980, presidente. Come membro del MIR si impegnava a fondo in favore dell’obiezione di coscienza, diventando tra i principali promotori della convenzione per l’impegno di obiettori in servizio civile. Tra i fondatori del Coordinamento Enti Servizio Civile (CESC), fu tra i principali animatori dei movimenti che portano alla formazione dei consigli di quartiere.
Nel 1982 fondò con altri, a Torino, un centro studi per la promozione della cultura della nonviolenza “perché la pace non è assenza di guerra o di conflitto, ma si costruisce, in chiave laica, nel sociale, in difesa dei deboli e degli emarginati, nel campo della sanità e delle fabbriche” scriveva Regis.
Da Torino partivano le “lotte” contro le basi Nato, i missili a Comiso e la mostra navale bellica di Genova, l’azione per la pace e la nonviolenza non era più l’espressione ingenua di ragazzi sognatori, ma un progetto politico con il quale la sinistra si confronterà lungo un decennio.
 Sereno Regis morì il 24 gennaio 1984 mentre il centro da lui fondato proseguiva il suo sviluppo ed intraprendeva nuove sfide proposte dalla storia .

## Il Centro StudiSereno Regis
Il Centro Studi Sereno Regis è un’associazione indipendente di volontariato, nata a Torino nel 1982. Promuove una cultura di pace contrastando la violenza in tutte le sue forme: diretta, culturale e strutturale attraverso la ricerca, l’educazione e l’azione. Si trova a Torino in Via Giuseppe Garibaldi, 13.
Essa è sede del più importante centro studi in Italia dedicato alla ricerca, l’educazione e azione per la pace. Nel 1982 Giovanni Salio fondò a Torino, insieme a Domenico Sereno Regis, Franco Sgroi e Piercarlo Racca, questo centro studi e documentazione per l'analisi delle azioni dirette nonviolente.
Dopo la morte di Sereno Regis, nel gennaio 1984, il centro gli venne dedicato e Nanni Salio diventò presidente.
Il Centro Studi Sereno Regis è da anni punto di riferimento per il mondo pacifista torinese, dotato di biblioteca ed emeroteca specializzate su pace, ambiente e sviluppo e nel 2014 ha ottenuto il riconoscimento di "Archivio di interesse storico particolarmente importante".